# 许于敬
许于敬（？—1659年），清朝初年福建省泉州府德化县人。
许于敬原为德化县富户。顺治十五年（1658年），李高在大田县、尤溪县、永春县各县山谷间聚众起事反清，许于敬和他交结，在吉岭大尖山结寨。德化知县何之旭派兵捕拿。许于敬、李高逃到永春。次年正月，何之旭自率乡兵攻打，总兵林忠遣人诱降，在泉州杀死许于敬。